# Leukocitoza
Leukocitoza je naziv za povećani broj leukocita (bijele krvne stanice) u krvi iznad normalnih vrijednosti, koji se može pronaći kao posljedica određenih bolesti organizma, ali i u nekim fiziološkim stanjima.
Normalne vrijednosti leukocita u krvi su od 3400 do 9700/mm3 (3,4-9,7 * 109/L) za odrasle osobe, dok su kod djece i novorođenčadi donja i gornja granica pomaknute na više vrijednosti. 
Naziv leukocit podrazumijeva nekoliko vrsta stanica, pa prema tome leukocitoza može biti uzrokovana povećanim brojem pojedinih vrsta stanica, te tako razlikujemo npr.:
- povećan broj granulocita (polimorfonuklearni leukociti)- granulocitoza
  - povećan broj neutrofilnih granulocita - neutrofilija
  - povećan broj eozinofilnih granulocita - eozinofilija
  - povećan broj bazofilnih granulocita - bazofilija
- povećan broj monocita - monocitoza
- povećan broj limnfocita - limfocitoza

Leukocitoza je vrlo učestala pojava koja se najčešće javlja kao posljedica npr. bakterijskih ili virusnih infekcija, alergijskih reakcija, tumora. Leukocitozu mogu uzrokovati i različit lijekovi (npr. kortikosteroidi, agonisti beta-adrenergičkih receptora), kao i stres (emocije), tjelesna aktivnost, težak rad.
|  | Molimo pročitajte upozorenje o korištenju medicinskih informacija. Ne provodite liječenje bez savjetovanja s liječnikom! |